# 农业功勋勋章
农业功勋勋章，又译农业成就勋章，是法国的功勋勋章，授予为国家农艺事业做出杰出贡献的人士。它于1883年7月7日设立，级别在当时仅次于法國榮譽軍團勳章。现在的级别位于学术界棕榈叶勋章之后。

## 历史
农业功勋勋章于1883年7月7日在时任法国农业部长朱尔·梅利纳的提议下设立。他认为，有超过一千八百万的法国人从事农业及其相关行业，对整个国民经济产生了巨大影响。他们辛苦劳作，付出的很多，但回报却很少。
1883年设立之初只有一个等级，即“骑士”级（chevaliers）。1887年6月18日的法令增加了“军官”级（Officier），高于骑士。1900年8月3日的法令创建了“指挥官”级（Commandeur）。目前的授予法规由1959年6月15日第59-729号法令规范。
截至2010年，共有340,000名受章者，其中约23,000人健在（包括前农业部长）。其中军官级的总受章者人数约为60,000人；指挥官级总受章者人数约为4800人。

## 法律规定

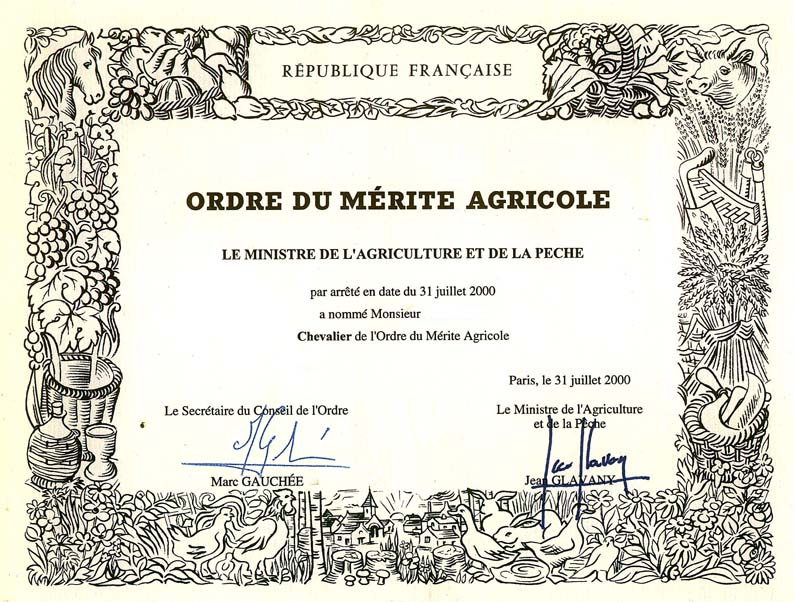
2000年证书

农业功勋勋章每年授勋人数有一定限制：指挥官级在60名内，军官级在600名内，骑士级在2,400名内。
- 必要条件：[4][5]

1. 骑士级：年龄最低三十岁，有十五年以上的工作经历
2. 军官级：获得骑士级别至少五年
3. 指挥官级：获得军官级别至少五年

- 如果候选人异常优秀，可以破例降低年龄和资历条件[5]。

- 有5%的可能会跳过骑士级，而直接授予军官级甚至指挥官级。外国人受章者为例外。荣誉军团勋章持有人可以获得与同级别农业功勋勋章[4]。

- 在被授予勋章的同时颁发证书[4]。

## 外观
自1999年起，绶带条纹由暗红色改为橘红色。
|          | 骑士级 | 军官级 | 指挥官级 |
| -------- | ------ | ------ | -------- |
|          |        |        |          |
| 1999年前 |        |        |          |
| 1999年后 |        |        |          |

## 著名受章者

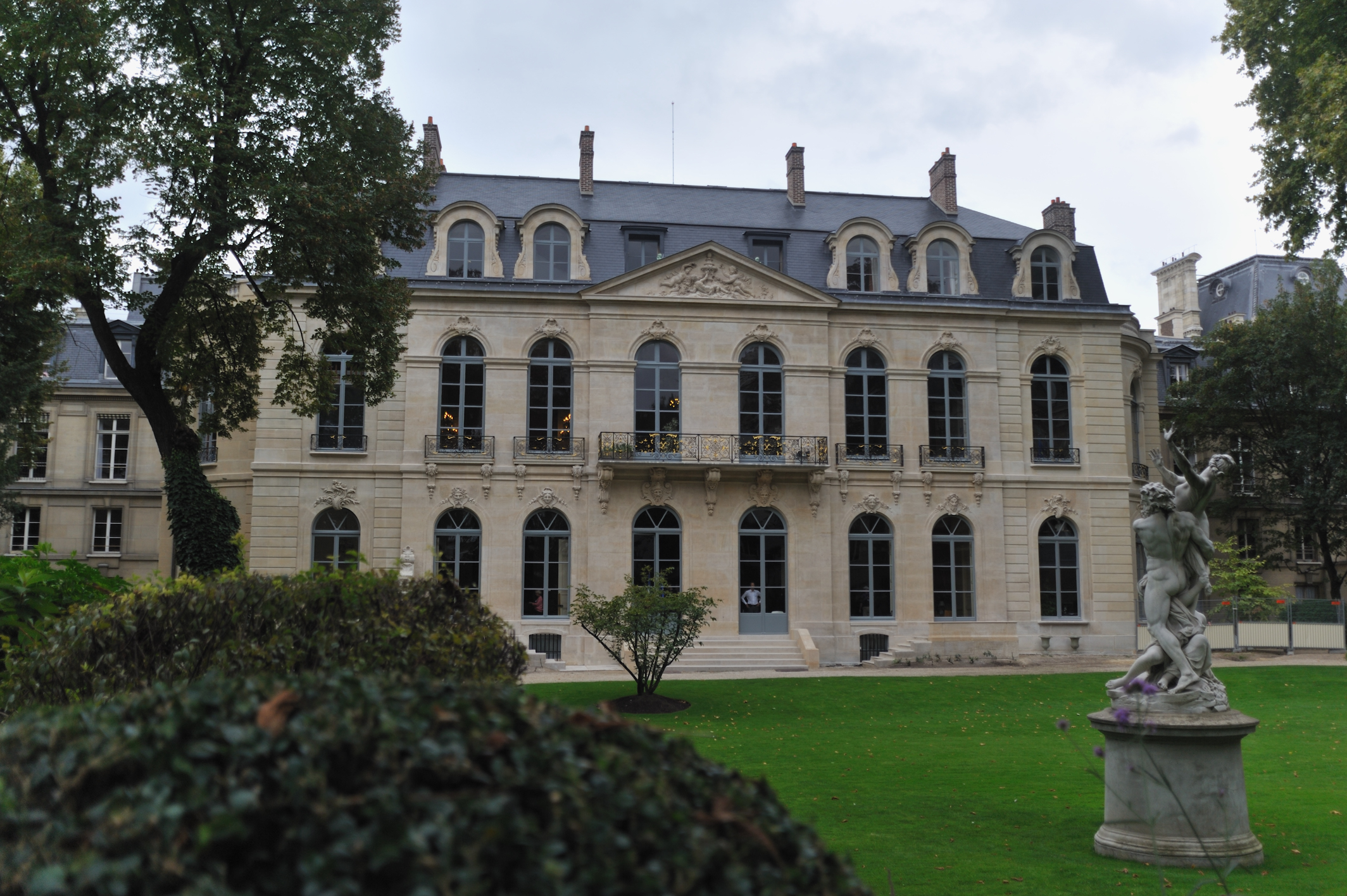
法国农业部

- 漢諾威王妃卡露蓮
- 威爾斯親王查爾斯（2017年）[6]
- 克里斯蒂娜·拉加德

### 华人得主
骑士级
- 林殿理 Denis Tienli Lin（2021年）：表彰他长期以来在大中华地区对于法国美酒美食文化的教育与推广做出的杰出贡献[7]。
- 黄利（2017年）：表彰他使用法国优质原料制作法式面包，并为法国农产品在中国市场的推广做出的贡献[8]。
- 王孟堂（2012年）：表彰他在促进中法两国生猪养殖业合作中的杰出贡献[9]。
- 郭栋林（2010年）：表彰他为中法两国葡萄酒产业交流做出的杰出贡献[10]。
- 孟庆翔（2009年）：表彰他长期以来为发展中法肉牛合作事业所做出的重要贡献[11]。

指挥官级
- 袁隆平（2010年）：表彰他长期以来为研发杂交水稻做出的重大贡献[12]。

## 扩展阅读
- Charcosset, Gaëlle. . Ruralia. 2002  [2009-02-06]. ISSN 1280-374X. （原始内容存档于2011-02-24） （法语）.